# Калина (област Добрич)
Вижте пояснителната страница за други значения на Калина.
 Тази статия е за селото в Област Добрич.  За другото българско село с това име вижте Калина (Област Видин).  За други значения вижте Калина (пояснение).
Калина е село в Североизточна България. То се намира в община Генерал-Тошево, област Добрич.

## География
Село Калина се намира в красива местност. На юг от него е разположена красива гора. Между нея и селото минава коритото на пресъхнала някога река. Землището на селото е на север и е от 17 000 дка. Това е една от най-плодородните земи в Добруджа. През последните години къщи в селото закупиха и английски граждани.

## История
Селото е основано по време на османската власт и е със старо име Емирлер. Това е било бейски чифлик. През 1898 г.братята Петър и Драгни Калинкови купуват от заминаващите турци два чифлика. Големият чифлик е на Петър – 11200 декара, закупен от турчин с прякор Арапина. Чифликът е извън село Калина, затова се нарича Малка Калина. Драгни купува 1600 дка в с. Голяма Калина. През 1940 г. след Крайвската спогодба, в селото се заселват преселници от Северна Добруджа – от с. Съраюрт (сега Михай Витязу – Румъния). Това са заможни българи, които се отличават със своето трудолюбие. Днес от чифлиците нищо не е останало. Селото наброява около 70 къщи. Населението е само от българи, православни християни.

## Население
Преброяване на населението през 2011 г.
Численост и дял на етническите групи според преброяването на населението през 2011 г.:
|                     | Численост | Дял (в %) |
| Общо                | 66        | 100,00    |
| Българи             | 63        | 95,45     |
| Турци               | 0         | 0,00      |
| Цигани              | 0         | 0,00      |
| Други               | 0         | 0,00      |
| Не се самоопределят | 0         | 0,00      |
| Неотговорили        | 2         | 3,03      |

## Културни и природни забележителности
Ежегодно през месец май се организира земляческа среща на площада на селото.